# Cionothrix basicrassa
Cionothrix basicrassa är en svampart som beskrevs av Buriticá & J.F. Hennen 1980. Cionothrix basicrassa ingår i släktet Cionothrix och familjen Pucciniosiraceae.   Inga underarter finns listade i Catalogue of Life.